# Занарочь
Занарочь (біл. вёска Занарач) — село в складі Мядельського району Мінської області, Білорусь. Село є адміністративним центром Занарачанській сільській раді, розташоване в північній частині області.